# Asperula borbasiana
Asperula borbasiana är en måreväxtart som först beskrevs av Korica, och fick sitt nu gällande namn av Korica. Asperula borbasiana ingår i släktet färgmåror, och familjen måreväxter. Inga underarter finns listade i Catalogue of Life.